# No entiendo (canção de Lucero)
"No Entiendo" é uma canção escrita pela cantora mexicana Ana Gabriel e interpretada pela atriz e também cantora mexicana Lucero. Foi lançado como o primeiro e principal single do álbum Aquí Estoy em 27 de Outubro de 2014.

## Informações
"No Entiendo" é uma canção ranchera que dura três minutos e 22 segundos e foi composta e gravada originalmente por Ana Gabriel para o álbum Mi México, lançado em 1991. Este foi o primeiro álbum da cantora com somente músicas rancheras. Ao regravar a canção, Lucero preferiu manter o estilo rancheiro da canção ao invés de convertê-lo para o pop.

## Lançamentos
No dia 16 de Outubro de 2014, o nome do single foi divulgado através do site oficial do programa Yo Soy el Artista, em que Lucero é a apresentadora. No dia seguinte, mais uma vez o single foi anunciado pela própria artista e pelo seu programa de rádio através de seus perfis oficiais do Facebook. No mesmo dia, pelo canal oficial da Universal Music no You Tube, é liberado a canção completa. "No Entiendo" foi em download digital pelo iTunes e em outras plataformas digitais no dia 27 de Outubro de  2014. Seu videoclipe foi lançado em 19 de Novembro pelo canal VEVO oficial da cantora. Foi dirigido por Cristóbal Valecillos e mostra Lucero interpretando a canção em um palco com uma orquestra ao fundo.

## Interpretações ao vivo
Lucero interpretou ao vivo a canção pela primeira vez durante o programa Yo Soy el Artista no dia 19 de Outubro de 2014.

## Formato e duração
- Download digital / streaming[5]

1. "No Entiendo" – 3:31

## Charts
| Charts (2014)                          | Posição |
| -------------------------------------- | ------- |
| México (Monitor Latino Top 5 Ranchero) | 5       |

## Histórico de lançamentos
| País   | Data                   | Formatos                   | Gravadora              |
| ------ | ---------------------- | -------------------------- | ---------------------- |
| Vários | 27 de Novembro de 2014 | Download digital streaming | Universal Music Latino |